# Mahbubnagar (huyện)
Huyện Mahbubnagar là một huyện thuộc bang Telangana, Ấn Độ. Thủ phủ huyện Mahbubnagar đóng ở Mahbubnagar. Huyện Mahbubnagar có diện tích 18432 ki lô mét vuông. Đến thời điểm năm 2001, huyện Mahbubnagar có dân số 3506876 người.

## Hành chính
Huyện chia thành 2 phó huyện (Mahabubnagar và Narayanpet) và 26 mandal.
1. Addakal
2. Balanagar
3. Bhoothpur
4. CC Kunta
5. Damargidda
6. Devarakadra
7. Dhanwada
8. Gandeed
9. Hanwada
10. Jadcherla
11. Koilkonda
12. Kosgi
13. Krishna
14. Maddur
15. Maganoor
16. Makthal
17. Marikal
18. MBNR
19. MBNR (U)
20. Midjil
21. Moosapet
22. Narayanpet
23. Narva
24. Nawabpet
25. Rajapur
26. Utkoor